# Cherubino Manzoni
Cherubino Manzoni, OFM (1595–1651) foi um prelado católico romano que serviu como Bispo de Termoli (1644–1651) e Bispo de Lavello (1635–1644).

## Biografia
Cherubino Manzoni nasceu em Nápoles, na Itália, em 1595 e foi ordenado sacerdote na Ordem dos Frades Menores. No dia 9 de julho de 1635, foi nomeado bispo de Lavello durante o papado de Urbano VIII. A 26 de agosto de 1635, foi consagrado bispo por Francesco Maria Brancaccio, Cardeal-Sacerdote de Santi XII Apostoli, com Alessandro Suardi, Bispo de Lucera, e Sigismondo Taddei, Bispo de Bitetto, servindo como co-consagradores. A 13 de julho de 1644, foi nomeado bispo de Termoli por Urbano VIII. Serviu como Bispo de Termoli até à sua morte em 1651.